# باول أدو
باول أدو (بالإنجليزية: Paul Addo)‏ هو لاعب كرة قدم غاني في مركز ظهير ‏، ولد في 14 يونيو 1990 في أكرا في غانا. شارك مع منتخب غانا تحت 17 سنة لكرة القدم. أما مع النوادي، فقد لعب مع نادي أود ونادي برينه ونادي بيريكوم تشيلسي.

## وصلات خارجية
- باول أدو على موقع الاتحاد الدولي (مؤرشف)  (الإنجليزية)
- باول أدو على موقع قاعدة بيانات كرة القدم.إي يو (الإنجليزية)
- باول أدو على موقع Soccerway.com (الإنجليزية)